# Els Guiamets
Els Guiamets è un comune spagnolo di 304 abitanti situato nella comunità autonoma della Catalogna.